# Nelly Velandia
Nelly Antonia Velandia Avendaño (Colombia) es una líder social colombiana, líder campesina y desplazada. Desde hace algunas décadas es representante de las seis millones de mujeres campesinas que pertenecen a la Asociación Nacional de Mujeres Campesinas Negras e Indígenas de Colombia (ANMUCIC). De 2012 a 2016 participó en las negociaciones de La Habana que culminaron en los acuerdos de paz entre el Gobierno Santos y las FARC como experta en género y portavoz de las víctimas del conflicto armado en Colombia. 

## Trayectoria profesional
Empezó su trabajo apoyando el Movimiento Agrario en Nuevo Colón. Desde 1998 trabaja en la ANMUCIC con el fin de defender los derechos de las mujeres campesinas, negras e indígenas. En el año 2002 participó en la discusión sobre la construcción e incidencia de la Ley 731-2002 sobre derechos de las mujeres rurales sobre los territorios, la participación de las mismas sobre los distintos temas agrarios y la insistencia en la equidad entre hombres y mujeres. Desde el año 2011 coordina la Mesa de Incidencia Política de las Mujeres Rurales y representa a la ANMUCIC en el Comité de Interlocución Campesino para los Mercados Campesinos. Desde 2012 hasta 2016 participó como una de las 16 mujeres expertas en temas de género en los Diálogos de Paz que se llevaron a cabo entre el Gobierno de Juan Manuel Santos y las FARC celebrados en La Habana (Cuba).
Como líder campesina ha intervenido en diferentes ponencias relacionadas con la propiedad rural, los derechos de las mujeres campesinas, la reforma agraria y la soberanía alimentaria. En el año 2006 asistió a las IV Jornades Obertes organizadas por la Taula Catalana per la Pau i els Drets Humans a Colòmbia en Barcelona con una ponencia titulada “Devolución de las tierras como mecanismo de reparación dentro de una agenda de paz” donde centra la atención en el impacto del modelo neoliberal sobre las tierras campesinas y la situación de violencia y de control social, económico, político, cultural y ambiental que se ejerce sobre las poblaciones rurales por parte de las fuerzas armadas. Presenta algunas de las formas de resistencia de las comunidades y que Velandia consideraba que debían tenerse en cuenta en las agendas de paz. También en el año 2013 participó de los Encuentros de la Sociedad Civil por la Paz que tenían como objetivo reflexionar sobre los retos de la sociedad civil en el Proceso y Construcción de Paz en Colombia. En su ponencia destacó la brecha de desigualdad en términos de acceso a la propiedad que existe entre hombres y mujeres rurales, y además, se refirió a los problemas a los que se enfrenta el sector campesino en relación con la productividad y la extranjerización de la tierra.
En el año 2015 coprotagonizó el documental de la periodista Lula Gómez “Mujeres al frente, la ley de las más fuertes” en donde su testimonio, junto con el de Mayerlis Angarita, Patricia Guerrero, Beatriz Montoya, Luz Marina Bernal, Luz Marina Becerra y Vera Grabe, hace parte de un conjunto de relatos que narran las luchas y resistencias de las mujeres campesinas para sobrevivir al conflicto armado interno y sus respuestas a los atropellos a los que las comunidades campesinas, negras y pueblos indígenas se han visto sometidos.